# Карстенсен, Эбба
Эбба Нинна Бак Карстенсен (дат. Ebba Ninna Back Carstensen; 23 августа 1885 — 13 октября 1967) — датская художница. Её живопись развивалась от почти импрессионистского стиля к кубизму.

## Биография
Эбба Карстенсен родилась в Вестре-Керрсторпе, близ шведского города Мальмё в Швеции в семье фермера. Когда ей исполнилось 18 месяцев, семья переехала в Данию, где они жили на маленькой ферме Эриксхольм близ Хельсингёра. Её детство в деревне послужило для неё источником вдохновения при написании картин с птицами, домашними животными и полями. Первоначально она изучала живопись у Сигурда Ванделя в Хельсингёре (1903—1905), а затем посещала школу живописи А. В. Бугеро и Эдуарда Саина. С 1909 по 1913 год она посещала Датскую королевскую академию изящных искусств, учась у Лаурица Туксена и Вальдемара Ирмингера.
Впервые она выставлялась в 1908 году в Шарлоттенборге. С тех пор на её живопись всё большее влияние оказывали современные ей тенденции, которым она обучалась у датских художников, вернувшихся из Парижа. Она отказалась от импрессионизма в пользу более организованного стиля кубизма, олицетворяющего для неё «возвращение к природе».
Карстенсен был членом «Декабристов» (дат. Decembrister), группы художников, образованной Свендом Альбрекценом, Сёреном Хьортом Нильсеном, Хольгером Йенсеном, Эриком Сиевертом и Йоргеном Томсеном, которые были недовольны существовавшими возможностями выставляться и устраивали свои собственные выставки каждый год в декабре. Созданная в 1932 году группа объединяла художников, работавших прежде всего в стиле экспрессионизма.

## Премии
В 1930 году Эбба Карстенсен была удостоена медали Эккерсберга, а в 1951 году — медали Торвальдсена.